# Secretariado Técnico de Administração Eleitoral

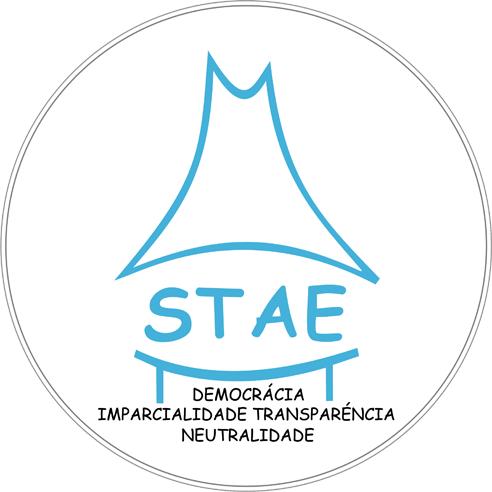
Logo des STAE

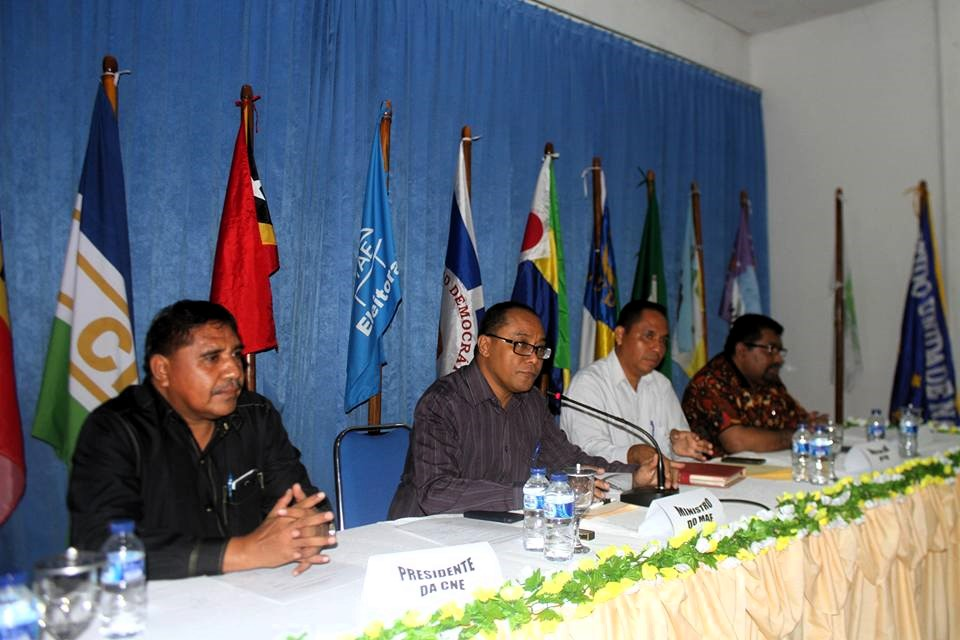
Konferenzsaal der STAE mit den Flaggen der Parteien

Das Secretariado Técnico de Administração Eleitoral STAE (Technisches Sekretariat der Wahlverwaltung) ist eine Regierungsbehörde in Osttimor zur Durchführung der Wahlen im Lande. Es untersteht dem Ministerium für Staatsadministration und ist verantwortlich für die Erstellung der Wahlvorschriften und Verhaltensrichtlinien für die Kandidaten, die Organisation der Wählerregistrierung und die administrative Seite der Wahlen. Die vom STAE verfassten Vorgaben werden von der Comissão Nacional de Eleições geprüft. Das Gesetz 2/2003 vom 23. Juli bildet die Grundlagen für das STAE.
Langjähriger Generaldirektor des STAE war Tomás Cabral, der 2012 in die Regierung Osttimors wechselte. Der derzeitige Generaldirektor (Stand: 2023) Acilino Manuel Branco hat  das Amt seit 2012 inne. 2020 war Edgar Sequeira Martins zwischenzeitlich Generaldirektor.
2022 leitete Branco das Team zur Unterstützung des Wahlprozesses in Guinea-Bissau. Auch in São Tomé und Príncipe unterstützte die STAE die Durchführung von Wahlen.
Ihren Sitz hat das STAE in der Travessa da Rumbia in Caicoli.